# Alosa caspia
L'alosa del Caspio (Alosa caspia Eichwald, 1838) è un pesce anadromo appartenente alla famiglia dei Clupeidi; è una delle varie specie di alosa endemiche del mar Caspio.

## Tassonomia
Ne vengono riconosciute tre sottospecie:
- A. c. caspia (Eichwald, 1838);
- A. c. knipowitschi (Iljin, 1927);
- A. c. persica (Iljin, 1927).

## Descrizione
Può raggiungere i 30 cm di lunghezza e i 250 g di peso, ma in genere la sua lunghezza si aggira intorno ai 20 cm. Ha corpo relativamente alto e compresso lateralmente, con profilo dorsale convesso. Le branchiospine sono lunghe e sottili, di lunghezza paragonabile a quella dei filamenti branchiali. Il vomere e le ossa palatine sono dotate di denti scarsamente sviluppati, spesso appena avvertibili al tatto. L'inserzione delle pinne ventrali è sotto la corrispondenza con l'origine della pinna dorsale. Il dorso è di colore verde bluastro più o meno scuro, mentre fianchi e ventre sono argentei. È presente una macchia scura circolare vicino al margine superiore dell'opercolo, talvolta seguita da altre più piccole.

## Biologia

### Comportamento
A seconda della sottospecie, esistono popolazioni semi-anadrome che si riproducono in acque poco salmastre, altre che risalgono il corso dei fiumi per andare a deporre le uova e altre che trascorrono la loro intera esistenza in mare. Le alose del Caspio trascorrono i mesi invernali nel settore meridionale del bacino, a profondità di 30–40 m o più, generalmente in acque dalla temperatura non inferiore agli 8-11 °C. Secondo Kushnarenko, le alose del Caspio risalirebbero in acque superficiali in primavera, quando queste hanno raggiunto una temperatura di circa 9-11 °C, per poi iniziare a dirigersi verso la parte settentrionale del bacino seguendo il suo litorale occidentale, mentre Heckman afferma che questi pesci inizierebbero a migrare verso la fine di marzo, quando la temperatura dell'acqua è ancora di 5-6 °C. Le alose adulte e gli immaturi fanno ritorno a sud in autunno, di solito tra ottobre e novembre, mentre gli avannotti nati in primavera abbandonano le zone di sviluppo verso la fine dell'estate. Alcune popolazioni non migrano verso nord e rimangono tutto l'anno lungo le coste meridionali del Caspio. La sottospecie nominale si riproduce sia in acqua dolce che in mare. A. c. knipowitschi viene classificata come semi-anadroma; anche se i suoi spostamenti non sono ben conosciuti, sembrerebbe riprodursi in quelle parti del bacino che ricevono un buon apporto di acqua dolce e soltanto alcune sue popolazioni risalirebbero i fiumi per deporre le uova. Questa sottospecie, tra le specie di clupeidi presenti nel mar Caspio, è quella più legata ad acque calde. Semi-anadroma è anche A. c. persica: essa non compie migrazioni e resta tutto l'anno nella parte meridionale del Caspio, spostandosi in primavera tra il golfo di Türkmenbaşy e la laguna di Anzali. La specie compare sul menu di varie specie di pesci e di uccelli acquatici, nonché della foca del Caspio.

### Alimentazione
La dieta dell'alosa del Caspio è costituita quasi interamente da crostacei planctonici. In mare i copepodi costituiscono circa il 70% dell'alimentazione, seguiti dai misidiacei (20% circa) e da fitoplancton e piccoli pesci. In acqua dolce questi pesci si nutrono principalmente di cladoceri e altri crostacei. Il periodo di maggiore attività alimentare ha luogo dopo la riproduzione, da giugno alla fine dell'estate. Durante i mesi invernali l'alimentazione diminuisce fin quasi a cessare del tutto.

### Riproduzione
La riproduzione ha luogo quando la temperatura dell'acqua raggiunge valori compresi tra 13,8 e 24,1 °C, con un picco massimo registrato intorno ai 18-22 °C. Normalmente si protrae tra la fine di aprile/metà maggio fino a giugno inoltrato. Le femmine depongono la maggior parte delle uova nei primi tre metri della colonna d'acqua. Una femmina può deporre fino a 41.000 uova. Il luogo in cui avviene la deposizione delle uova varia da una sottospecie all'altra. Nella sottospecie nominale essa ha luogo soprattutto nel settore settentrionale del Caspio, presso le foci dei fiumi più importanti; alcuni gruppi di pesci riproduttori possono spingersi anche nelle acque dolci per la fregola. A. c. knipowitschi si riproduce nella zona della laguna di Anzali e probabilmente nel fiume Chemkhala, ad est del Sefid-Rud, e A. c. persica nella baia di Gorgan, ma ne sono segnalate catture di riproduttori anche nella laguna di Anzali. Gli avannotti migrano in mare durante la loro prima estate, dove si trattengono fino al raggiungimento della maturità sessuale (2-3 anni per i maschi e 4-5 per le femmine). L'età massima riportata ufficialmente è di 7 anni, ma si ritiene che la specie possa vivere anche più di 9 anni.

## Distribuzione e habitat
La specie è diffusa nel bacino del Caspio e nei corsi d'acqua ad esso afferenti. Attualmente le popolazioni appaiono molto localizzate, a causa dell'impatto causato dalla creazione di dighe e sbarramenti invalicabili sui maggiori corsi d'acqua e dall'inquinamento. Specialmente la qualità delle acque del Caspio ha subito un generale peggioramento, sia per l'incremento della salinità provocato dalla crescita del prelievo idrico e dall'evaporazione, sia per una maggior presenza di idrocarburi derivati dallo sviluppo dell'estrazione petrolifera. Soltanto le popolazioni presenti nella zona della laguna di Anzali sembrano incrementare di numero man mano che la laguna diviene più salmastra.

## Pesca
Questa specie è stata uno dei pesci azzurri del Caspio maggiormente pescati fino agli anni '60, quando la pesca commerciale fu proibita nelle acque sovietiche del nord e nelle coste orientali della parte centrale del bacino. Negli anni '70 le catture complessive rappresentavano circa il 2% del totale del pescato. La cattura di questa specie copriva circa l'80-90% del pesce pescato lungo le coste di Daghestan e Azerbaigian. Sembra che le catture di A. c. knipowitschi riportate nella laguna di Anzali nel periodo 1933-34 ammontassero a circa 420 tonnellate, ma attualmente la sottospecie è scomparsa dalla zona, dove è stata sostituita da A. c. persica, seppur in quantità non paragonabili. A. c. caspia rappresenta attualmente la specie dominante del pescato in acque iraniane: nel 1994 ne furono pescate 51.000 tonnellate, rispetto alle 0 che venivano riportate nel decennio precedente.